# Partitokracija
Partitokracija  (tal, partito partija, stranka, grč. kratei  vladam) je pojam za politički režim u kojem stranka/e artikuliraju cjelokupan političko-društveni život u jednoj državi, od privrede do kulture, od zakonodavstva do sporta, od obrazovanja do informiranja, karakterističan za višestranački, dvostranački i jednopartijski sistem u socijalističkom i u kapitalističkom poretku.

## Povijest definicije
Termin je najprije nastao u Italiji odakle se proširio u ostale jezike (engl. partitocracy ili particracy ili partocracy). Termin je iskovao novinar Roberto Lucifero, a postaje poznat kada novinar Giuseppe Maranini svoje uvodno predavanje na Firetinskom univerzitetu 1949. naslovljuje "Parlamentarna vlast i partitokracija" (Governo parlamentare e partitocrazia). Prema Paolu Armaroliju, "u svojoj Povijesti vlasti u Italiji Giuseppe Maranini zapaža da u vrijeme Albertinovog Ustava oblik vladavine je bio pseudoparlamentaran jer je sva vlast data parlamentu pa govori o parlamentarnoj diktaturi. Giuliano Amato za 1. poslijeratni ustav Prve republike Italije izazvao je skandal ustvrdivši da je "vlasti partije prešla na vlast partija".
Termin je definitivno uveden u političku raspravu 1960-ih u polemici o uspostavljanju stranačkog sistema u Italiji nakon rata. Giorgio Rebuffa govori "iza retorike o centralizmu i suverenosti Parlamenta prije svega se krije, kamuflirana i nevidljiva biračima, jedan atipični oblik party government, kao što, između ostalih, ističu za vrijeme tzv. nacionalne solidarnosti, stručni autoriteti kao što su Vezio Crisafulli i Antonio La Pergola".
Od 1990-ih taj pojam se širi u svijetu i pod njim se podrazumijevaju otuđeni partijski centri moći koji bez ikakve odgovornosti preuzimaju potpunu kontrolu nad javnim sektorom (zdravstvo, obrazovanje, javna administracija, sudstvo, javni mediji - radio i TV), koji ga koriste u klijentelističke svrhe i za ideološku dominaciju umjesto da budu servis civilnog društva.
Prema nekima partitokracija je teška degeneracija demokratskog režima, proizvevši velike defekte u pravilnom funkcioniranju političkog pluralizma: " s ovakvim režimom, i područje stranačke opozicije se svodi samo na svoju dobit u javnom sektoru, tj. na participaciju u klijentelističkoj mreži kada kroz parlamentarnu zastupljenost raznim kompromisima i koaliranjem s vladom postižu svoje probitke".